# مارك كونيغ
مارك كونيغ (بالإنجليزية: Mark Koenig)‏ هو لاعب كرة قاعدة أمريكي، ولد في 19 يوليو 1904 في سان فرانسيسكو في الولايات المتحدة، وتوفي في 22 أبريل 1993 في ويلاوس في الولايات المتحدة.

## وصلات خارجية
- مارك كونيغ على موقع دوري كرة القاعدة الرئيسي (الإنجليزية)
- مارك كونيغ على موقعبيزبول رفرنس.كوم (الدوري الرئيسي) (الإنجليزية)
- مارك كونيغ على موقعبيزبول رفرنس.كوم (الدوري الثانوي) (الإنجليزية)
- مارك كونيغ على موقع جمعية أبحاث البيسبول الأمريكية (الإنجليزية)
- مارك كونيغ على موقع إي إس بي إن.كوم (أم.أل.بي) (الإنجليزية)
- مارك كونيغ على موقع مشجعي الرسوم البيانية (الإنجليزية)